# Autoritarisme
 (juillet 2023).
Les informations dans cet article sont mal organisées, redondantes, ou il existe des sections bien trop longues. Structurez-le ou soumettez des propositions en page de discussion.
Avec le temps, il arrive que le contenu présent dans un article devienne désordonné. Il est souvent nécessaire de réorganiser l'article de fond en comble.
- Il faut tout d’abord répartir le contenu de l'article en plusieurs sections. Les informations doivent ensuite être exposées clairement et le plus synthétiquement possible, regroupées par sujet afin d'éviter les doublons. Quelqu'un cherchant une information précise doit pouvoir la trouver rapidement en lisant la section appropriée.
- À l'intérieur de chaque section, le texte, souvent initialement sous la forme de phrases éparses, doit être regroupé dans des paragraphes de quelques lignes, en assurant un enchaînement logique et une cohérence entre les phrases.
- Lorsque l'article ou l'une de ses sections développe trop longuement un point qui n'est pas dans le cœur du sujet traité, il convient de faire une synthèse et de transférer l'ancien contenu dans des articles plus appropriés (en cas de transfert, il faut impérativement respecter la procédure Aide:Scission).

Si vous pensez que ces points ont été résolus, vous pouvez retirer ce bandeau et améliorer le plan d'un autre article.
| Démocraties à part entière - 9,00–10,00 - 8,00–8,99 | Démocraties imparfaites - 7,00–7,99 - 6,00–6,99 | Régimes hybrides - 5,00–5,99 - 4,00–4,99 | Régimes autoritaires - 3,00–3,99 - 2,00–2,99 - 1,00–1,99 - 0,01–0,99 - Non évalué. |

Carte de l'indice de démocratie publiée par Economist Intelligence Unit en 2022 : plus le pays est en rouge, plus il est considéré comme autoritaire.
Démocraties à part entière
9,00–10,00
8,00–8,99
Démocraties imparfaites
7,00–7,99
6,00–6,99
Régimes hybrides
5,00–5,99
4,00–4,99
Régimes autoritaires
3,00–3,99
2,00–2,99
1,00–1,99
0,01–0,99
Non évalué.

Le terme autoritarisme peut désigner aussi bien un comportement individuel que le mode de fonctionnement d'une structure politique. Dans les deux cas, l'autoritarisme consiste en une prééminence, une hypertrophie de l'autorité, érigée en valeur suprême. Un régime politique autoritaire est un régime politique qui par divers moyens (propagande, encadrement de la population, répression) cherche la soumission et l'obéissance de la société. Si certains chercheurs et professeurs en science politique définissent l'autoritarisme comme un des trois grands types de systèmes politiques avec la démocratie et le totalitarisme, beaucoup d'autres considèrent cette classification comme trop formelle et ne correspondant pas à la réalité.

## Personnalité autoritaire
Une personnalité autoritaire se caractérise par une dérive de l'autorité vers une tentative de domination d'autres personnes. La psychologie s'intéresse généralement à cette question sous l'angle de la soumission à l'autorité mise en perspective par l'expérience de Milgram ou de la domination (Theodor Adorno).

## Concept politique
Pour Juan Linz, qui a été l'un des premiers à théoriser le sujet, les régimes autoritaires sont « des systèmes politiques au pluralisme limité, politiquement non responsables, sans idéologie élaborée et directrice, mais pourvus de mentalités spécifiques, sans mobilisation politique extensive ou intensive, excepté à certaines étapes de leur développement, et dans lesquels un leader ou, occasionnellement, un petit groupe exerce le pouvoir à l’intérieur de limites formellement mal définies mais en fait plutôt prévisibles ». Il convient de retenir quatre composantes principales d'un régime autoritaire,,,, :
- une apathie et une dépolitisation des populations, qui favorise l'absence de mobilisations collectives
- un pouvoir qui est aux mains de peu de personnes, et dont les frontières sont floues (notamment la séparation entre les trois pouvoirs, à savoir législatif, exécutif et judiciaire) .

D'autres aspects peuvent être présents comme :
- l'absence de contrôle des pouvoirs
- l'absence de légitimité du principe de souveraineté nationale : le peuple n'a pas le droit de vote, ou le système électif rend les votes sans objet.
- la restriction des libertés individuelles

Lorsqu'une seule personne est à la tête d'un régime autoritaire, on parle d'autocratie.

### Exemples de régimes autoritaires
- L'Estado Novo (Portugal) (État nouveau de Portugal) sous le régime de António de Oliveira Salazar et de Marcelo Caetano[réf. souhaitée] ;
- L'Espagne franquiste[réf. souhaitée] ;
- La république démocratique du Congo / Congo-Zaïre de 1963 à 1997 par le président Mobutu Sese Seko ;
- Le Cameroun sous Ahidjo (1960-1982) et Paul Biya (1982-)[8] ;
- L’Azerbaïdjan d'Ilham Aliyev[9],[10],[11] ;
- Le Venezuela de Hugo Chávez et Nicolás Maduro sous le Parti socialiste unifié du Venezuela[réf. souhaitée] ;
- Le Royaume de Hongrie sous la régence de Miklós Horthy[réf. souhaitée] ;
- Le Burundi sous le CNFDD[12],[13],[14];
- La république du Zimbabwe sous le ZANU-PF[15],[16] ;
- L'Arabie saoudite[7],[17] ;
- La Côte d'Ivoire sous Alassane Ouattara[18], depuis 2011[19] ;
- La république arabe de Syrie de Bachar el-Assad[20] ;
- La Libye sous le régime de Mouammar Kadhafi ;
- La Tunisie sous l'ère Ben Ali[21],[22] ;
- Le Nicaragua de Daniel Ortega ;
- Le Cuba de Fidel Castro avec le Parti communiste de Cuba ;
- La république socialiste de Roumanie de Nicolae Ceaușescu[réf. souhaitée] ;
- La Russie de Vladimir Poutine[23],[24],[25],[26] ;
- La Corée du Nord de Kim Jong-un, voire régime totalitaire ;
- L'Ouganda de Yoweri Museveni ;
- La Biélorussie d'Alexandre Loukatchenko[réf. souhaitée] ;
- Les pays d'Asie centrale de nos jours : Kazakhstan, Ouzbékistan, Tadjikistan et Turkménistan[27] ;
- Les Maldives d'Abdulla Yameen Abdul Gayoom[réf. souhaitée] ;
- La Birmanie avant 2011 et depuis 2021[réf. souhaitée] ;
- L'Érythrée de Isaias Afwerki[28] ;
- La république populaire de Chine[réf. souhaitée] de Xi Jinping ;
- La république de Liberia de Samuel Doe (1980-1990)[réf. souhaitée] ;
- Le Tchad sous Hissène Habré (1982-1990) et Idriss Déby (1990-2021)[réf. souhaitée].
- Le Togo sous Faure Gnassingbé depuis 2005

### Rapport aux autres systèmes et régimes politiques

#### Rapport à la démocratie et au parlementarisme
Les régimes autoritaires ne présentent que rarement des caractéristiques démocratiques. Ils s'opposent profondément au parlementarisme et prospèrent généralement sur la perte de crédibilité de ce système politique. Ni la population dans son ensemble ni une de ses composantes ne peut destituer le pouvoir en place, le critiquer ou exiger de lui une décision favorable à l'ensemble du peuple.
En conséquence, les citoyens (ou sujets) de ces régimes disposent généralement de moins de droits que ceux des régimes démocratiques.

#### Rapport au totalitarisme
D'après Juan Linz, les régimes non démocratiques (ou autoritaires) ne sont rattachables ni aux régimes démocratiques, ni aux régimes totalitaires. La comparaison avec un régime totalitaire est facile, néanmoins il existe des nuances entre ces deux types de régimes. L'autoritarisme est plus général. Un régime dictatorial se veut autoritaire mais ce dernier peut ne pas être une dictature au sens propre. Tout comme il peut ne pas être totalitaire.
Cela se voit souvent, par exemple, lorsqu'une ethnie minoritaire prend pouvoir dans un pays et qu'elle exerce des lois que doivent suivre la majorité n'étant pas au pouvoir. Ainsi ces lois devront encadrer toutes les sphères d'activités de manière à soumettre la population.
Ainsi, le totalitarisme se veut autoritaire sur l'ensemble de la population alors que la dictature se veut autoritaire de manière à « unifier le chef, l'État et le peuple », sous le bon vouloir du chef d'État, suivant ses caprices.
Notons que la principale différence entre un régime totalitaire et un régime autoritaire c'est que dans ce dernier on ne trouve aucune trace de la volonté des gouvernants d'obliger les citoyens à adhérer à une idéologie.
Paul C. Sondrol, professeur à l'université du Colorado à Colorado Springs a recherché les caractéristiques des dictateurs totalitaires et des dictateurs autoritaires. Le tableau ci-dessous résume ses conclusions :
|                          | Totalitarisme       | Autoritarisme                                    |
| ------------------------ | ------------------- | ------------------------------------------------ |
| Charisme                 | Haut                | Bas                                              |
| Conception de rôle       | Chef comme fonction | Chef comme individuel                            |
| Pouvoir                  | Public              | Privé                                            |
| Corruption               | Bas                 | Haut                                             |
| Idéologie officielle     | Oui                 | Non                                              |
| Pluralisme limité        | Non                 | Oui                                              |
| Culte de la personnalité | Oui                 | Pas directement comme dans le régime totalitaire |
| Légitimité               | Oui                 | Non                                              |

#### Rapport à la théocratie et à la religion
Les régimes autoritaires s'appuient parfois sur la religion pour justifier leur légitimité. On peut généralement considérer les théocraties, même autoproclamées « démocratiques » (Iran ou Florence de Savonarole), comme des exemples d'autoritarisme puisque l'autorité religieuse, au sommet de la hiérarchie politique, ne peut être contestée.

#### Rapport à l'anarchisme
Autoritarisme et anarchisme s'opposent sur leur présupposé fondamental, le premier érigeant l'autorité en valeur suprême et le second rejetant toute autorité. Les anarchistes ont donc généralement tendance à utiliser le terme d'autoritarisme à l'égard de leurs adversaires dans un sens infamant.

### Possibilité de transition démocratique
Les régimes autoritaires ont souvent été associés à un état particulier de la société ou, plus exactement, aux sociétés fermées. Cette analyse a amené à croire que l'ouverture au marché et aux échanges économiques, en apportant avec elles les idées et l'image du mode de vie des sociétés démocratiques permettrait une transition démocratique « douce ».
Néanmoins, l'exemple de la Chine et de sa non-démocratisation, malgré les pressions diplomatiques et son adoption de l'économie de marché, semble aujourd'hui remettre profondément en question ce point de vue. Ainsi, de plus en plus de responsables politiques et d'universitaires considèrent cette transition comme un mythe bien que la question reste très débattue.

## Un type de régime prépondérant
Selon le rapport de 2021 du projet V-Dem (pour Varieties of Democracy) conduit par une équipe de chercheurs hébergée à l’université de Göteborg, 68 % de la population mondiale vit en 2020 dans des régimes autoritaires, et 34 % dans des pays où le degré d’autoritarisme, tous types de régimes confondus, s’est récemment aggravé. Selon ce même rapport, « les droits et libertés démocratiques du citoyen moyen en 2020 sont similaires au niveau trouvé en 1990 ». Les principales zones des reculs enregistrés sont l'Amérique latine, l’Asie-Pacifique, l’Asie centrale ainsi que l’Europe centrale et orientale. Selon la distinction proposée par le rapport entre « démocraties libérales », « démocraties électorales », « autocraties électorales » et « autocraties fermées », les autocraties électorales (c'est-à-dire des régimes à pluralisme limité, biaisé, sans État de droit digne de ce nom) — groupe au sein duquel l'Inde se voit déclassée — sont désormais le type de régime le plus répandu sur la planète et administrent 43 % des individus dans le monde. Le rapport de l'année 2025 indique que 72 % de la population mondiale vit désormais dans des régimes autoritaires.
Néanmoins, le politiste Christian Welzel estime, sur la base d’une analyse des opinions publiques mondiales au fil des décennies, que plus les générations se renouvellent, plus « les valeurs émancipatrices – qui priorisent l’universalité des droits humains, les choix individuels et une compréhension égalitaire de l’égalité des opportunités – remplacent les valeurs autoritaires qui mettent l’accent sur la déférence et le conformisme ».